# العلاقات التونسية المالطية
العلاقات التونسية المالطية هي العلاقات الثنائية التي تجمع بين تونس ومالطا.

## مقارنة بين البلدين
هذه مقارنة عامة ومرجعية للدولتين:
| وجه المقارنة                                              | تونس                                       | مالطا                                                     |
| --------------------------------------------------------- | ------------------------------------------ | --------------------------------------------------------- |
| المساحة (كم2)                                             | 163.61 ألف                                 | 316                                                       |
| عدد السكان (نسمة)                                         | 11.53 مليون                                | 465.29 ألف                                                |
| الكثافة السكانية (ن./كم²)                                 | 70.47                                      | 147.24 ألف                                                |
| العاصمة                                                   | تونس                                       | فاليتا                                                    |
| اللغة الرسمية                                             | اللغة العربية                              | اللغة المالطية، لغة إنجليزية                              |
| العملة                                                    | دينار تونسي                                | يورو، ليرة مالطية                                         |
| الناتج المحلي الإجمالي (بليون دولار)                      | 40.26 مليار                                | 12.54 مليار                                               |
| الناتج المحلي الإجمالي (تعادل القوة الشرائية) بليون دولار | 129.05 مليار                               | 14.68 مليار                                               |
| الناتج المحلي الإجمالي الاسمي للفرد دولار أمريكي          | 3.87 ألف                                   | 22.60 ألف                                                 |
| الناتج المحلي الإجمالي للفرد دولار أمريكي                 | 11.44 ألف                                  |                                                           |
| مؤشر التنمية البشرية                                      | 0.721                                      | 0.839                                                     |
| رمز المكالمات الدولي                                      | +216                                       | +356                                                      |
| رمز الإنترنت                                              | .tn                                        | .mt                                                       |
| المنطقة الزمنية                                           | ت ع م+01:00، توقيت وسط أوروبا، ت ع م+02:00 | توقيت وسط أوروبا، ت ع م+01:00، ت ع م+02:00، أوروبا/مالطا ‏ |

## منظمات دولية مشتركة
يشترك البلدان في عضوية مجموعة من المنظمات الدولية، منها:
| علم المنظمة | اسم المنظمة                               | تاريخ انضمام تونس | تاريخ انضمام مالطا |
| ----------- | ----------------------------------------- | ----------------- | ------------------ |
|             | يونسكو                                    | 8 نوفمبر 1956     | 10 فبراير 1965     |
|             | الفريق المعني برصد الأرض                  | ?                 | ?                  |
|             | مؤسسة التمويل الدولية                     | 25 يوليو 1962     | 1 يونيو 2005       |
|             | المركز الدولي لتسوية المنازعات الاستشارية | 14 أكتوبر 1966    | 3 ديسمبر 2003      |
|             | منظمة حظر الأسلحة الكيميائية              | ?                 | ?                  |
|             | منظمة التجارة العالمية                    | ?                 | ?                  |
|             | وكالة ضمان الاستثمار متعدد الأطراف        | 7 يونيو 1988      | 12 سبتمبر 1990     |
|             | الاتحاد البريدي العالمي                   | ?                 | ?                  |
|             | الاتحاد الدولي للاتصالات                  | 14 ديسمبر 1956    | 1965               |
|             | منظمة الشرطة الجنائية الدولية             | ?                 | ?                  |
|             | الأمم المتحدة                             | 12 نوفمبر 1956    | 1 ديسمبر 1964      |
|             | البنك الدولي للإنشاء والتعمير             | 14 أبريل 1958     | 26 سبتمبر 1983     |
|             | المنظمة الهيدروغرافية الدولية             | ?                 | ?                  |

## أعلام
هذه قائمة لبعض الشخصيات التي تربطها علاقات بالبلدين:
- محمد علي القنزوعي (سياسي من تونس، 3 أكتوبر 1944 – )

## وصلات خارجية
- موقع وزارة الخارجية التونسية
- موقع وزارة الخارجية المالطية